# Glanzbienen
Die Glanzbienen (Dufourea) sind eine Gattung von Bienen aus der Familie der Halictidae. Von ihnen kommen 17 Arten in Europa vor, in Mitteleuropa sind es sechs. Die Gattung ist in Europa, Asien und Nordamerika verbreitet, wobei der Schwerpunkt im Westen der Vereinigten Staaten liegt.

## Merkmale
Die schlanken Bienen mit einer Körperlänge von 3,5 bis 11 Millimetern haben zumeist eine glänzend schwarze, gelegentlich auch blaugrüne Körperfarbe und sind locker struppig behaart. Sie sind vor allem den Lasioglossum-Arten sehr ähnlich und unterscheiden sich von diesen durch das Fehlen der Hinterleibsfurche. Im Vorderflügel haben sie nur zwei Cubitalzellen. Die Fühler der Weibchen sind kurz. Die Weibchen haben nur eine sehr spärliche Sammelbürste an den Hinterbeinen. Die Männchen sehen ebenso den Drohnen der Lasioglossum ähnlich.

## Lebensweise
Glanzbienen sind meist oligolektisch und ernähren sich nur von Pollen bestimmter Pflanzenarten. Es gibt aber auch polylektische Arten, wie etwa Dufourea alpina. Die Bienen sammeln Pollen vor allem mit den Haarbürsten an den Hinterschienen und den Körbchen, die an der Unterseite der Hinterschenkel sitzen. Ein Teil des Pollens bleibt auch an den Seiten des Thorax und am Propodeum haften. Die Drohnen fliegen in der Nähe der Trachtquellen umher und übernachten auch oft auf deren Blüten. Die Bienen fliegen in einer Generation im Hochsommer.
Die Weibchen legen ihre Nester solitär an vegetationsarmen Stellen am Boden an und bilden mitunter kleine Gemeinschaften. Die Larven verpuppen sich in einem Kokon und überwintern darin. Sie werden von Kuckucksbienen aus der Gattung der Kraftbienen (Biastes) parasitiert.

## Systematik
Dufourea gehört zur Unterfamilie Rophitinae. Diese sind möglicherweise paraphyletisch und werden in 13 Gattungen gegliedert. Dofourea ist die weitaus artenreichste Gattung der Unterfamilie mit ca. 130 Arten. In der Paläarktis sind etwa 60 Arten, in der Nearktis etwa 70 Arten. Es gibt mehrere Gruppen von ähnlichen Arten, aber keine durchgehende Gliederung in Untergattungen.

## Arten (Europa)
- Dufourea alpina Morawitz, 1865 *
- Dufourea coeruleocephala Morawitz, 1873
- Dufourea cypria Mavromoustakis, 1952
- Dufourea dentiventris (Nylander, 1848) *
- Dufourea fortunata Ebmer, 1994
- Dufourea gaullei Vachal, 1897
- Dufourea halictula (Nylander, 1852) *
- Dufourea inermis (Nylander, 1848) *
- Dufourea iris Ebmer, 1987
- Dufourea longiglossa Ebmer, 1993
- Dufourea lusitanica Ebmer, 1999
- Dufourea merceti Vachal, 1907
- Dufourea minuta Lepeletier, 1841 *
- Dufourea paradoxa (Morawitz, 1867) *
- Dufourea pumila Vachal, 1907
- Dufourea trautmanni Dusmet y Alonso, 1935
- Dufourea wolfi Ebmer, 1989

In Zentraleuropa (D, A, CH) sind nur die mit einem Stern gekennzeichneten Arten verbreitet.